# Берегове-Мале
Берегове-Мале — пасажирська залізнична станція Ужгородської дирекції Львівської залізниці, початкова станція гілки Берегове — Хмільник Боржавської вузькоколійної залізниці.
Розташована у м. Берегове. На станції розташоване депо, що обслугвоує залізницю.

## Історія
Станцію було відкрито 23 грудня 1908 року при відкритті руху на ділянці Виноградів — Хмільник — Довге. Мала назву Берегсас. Сучасна назва вживається з повоєнних років.
Пасажирського руху лінією немає. Використовується для заїзду та виїзду рухомого складу і вагонів у депо.
Початок колії знаходиться біля залізничного вокзалу, далі лінія іде в бік депо — початкова ділянка від вокзалу до депо занедбана і не використовується. Діюча лінія починається від депо, де є колійний розвиток.